# Катастрофа Boeing 737 под Исламабадом
Катастрофа Boeing 737 под Исламабадом — авиационная катастрофа, произошедшая в пятницу 20 апреля 2012 года близ Исламабада с самолётом Boeing 737-236 авиакомпании Bhoja Air, при этом погибли 127 человек.
20 апреля около 18:40 местного времени (UTC+5) при заходе на посадку в аэропорт Исламабада «Беназир Бхутто», около города Равалпинди, самолёт столкнулся с домами деревни Хуссейн Абад, разрушился и сгорел.

## Данные о самолёте
Самолёт Boeing 737-236 с бортовым номером AP-BKC (заводской номер 23167) был изготовлен в 1984 году. До 1999 года эксплуатировался в British Airways, затем — в Comair. После этого он был продан в компанию Shahin, у которой его в начале 2012 года приобрела Bhoja Air.

## Катастрофа
Самолёт выполнял регулярный внутренний рейс B4-213 из аэропорта «Джинна», Карачи, в аэропорт «Беназир Бхутто», Исламабад. Вылет состоялся в 17:05 местного времени (UTC+5) прибытие ожидалось в 18:50. Заходя на посадку, в 18:40 самолёт врезался в землю на расстоянии 5 км от ВПП. Столкновение произошло на территории  деревни Хуссейн Абад, самолёт полностью сгорел. Из 127 человек на борту никто не выжил. 
На борту находились 121 пассажир и 6 членов экипажа. Все они погибли.

## Пассажиры и экипаж
На борту находился 121 пассажир, в том числе 11 детей.
| Национальность | Погибло   | Погибло | Всего |
| Национальность | Пассажиры | Экипаж  | Всего |
| -------------- | --------- | ------- | ----- |
| Пакистан       | 120       | 6       | 126   |
| США            | 1         | 0       | 1     |
| Всего          | 121       | 6       | 127   |

## Расследование
Расследование проводилось Управлением гражданской авиации и Комитетом по расследованию происшествий на транспорте Пакистана. Бортовые самописцы, найденные на месте происшествия, были отправлены в США для расшифровки.
В январе 2014 года Управление гражданской авиации опубликовало результаты расследования. Расследование показало, что неэффективное управление в неблагоприятных погодных условиях стало причиной аварии. Пилоты не имели достаточного опыта полета, подготовки и уровня компетентности.